# Virectaria
Virectaria é um género botânico pertencente à família Rubiaceae.